# أويبيك كيليتشيف
أويبيك كيليتشيف (17 يناير 1989 بطشقند في أوزبكستان - ) هو لاعب كرة قدم أوزبكستاني في مركز الوسط. شارك مع منتخب أوزبكستان تحت 20 سنة لكرة القدم ومنتخب أوزبكستان لكرة القدم. أما مع النوادي، فقد لعب مع نادي الشعب ونادي باختاكور طشقند ونادي بيكان ونادي أنديجان وPerak F.C. ‏.

## روابط خارجية
- أويبيك كيليتشيف على موقع قاعدة بيانات كرة القدم.إي يو (الإنجليزية)
- أويبيك كيليتشيف على موقع ناشيونال فوتبول تيمز (الإنجليزية)
- أويبيك كيليتشيف على موقع Soccerway.com (الإنجليزية)